# Fuertesimalva limensis
Fuertesimalva limensis är en malvaväxtart som först beskrevs av Carl von Linné, och fick sitt nu gällande namn av P.A. Fryxell. Fuertesimalva limensis ingår i släktet Fuertesimalva och familjen malvaväxter. Inga underarter finns listade i Catalogue of Life.